# Tel Šamat
Tel Šamat (hebrejsky: תל שמט) je pahorek o nadmořské výšce - 245 metrů v severním Izraeli, v Bejtše'anském údolí.
Leží v severní části zemědělsky intenzivně využívaného Bejtše'anského údolí, cca 14 kilometrů severovýchodně od města Bejt Še'an a 1,5 kilometru jihovýchodně od vesnice Gešer a necelý kilometr západně od řeky Jordán. Má podobu nevýrazného odlesněného návrší, na jehož severním úpatí se rozkládá rozsáhlý komplex umělých vodních nádrží. Na jih odtud leží podobný pahorek Tel Šošan.